# 기장 장안사 응진전
기장 장안사 응진전(機張 長安寺 應眞殿)은 부산광역시 기장군 장안읍, 장안사에 있는 조선시대의 건축물이다. 2011년 3월 26일 부산광역시의 유형문화재 제107호로 지정되었다.

## 개요
응진전은 부처님의 제자인 나한(羅漢)을 모신 전각이다. 정면 3칸, 측면 2칸의 맞배집으로 내부의 3칸은 통칸이며, 내부 바닥은 우물마루를 깔고, 출입구를 바라보며 ㄷ자형으로 불단을 배치한 장안사 응진전에는 1684년에 조성된 석조석가여래좌상, 제화갈라보살, 미륵보살 등 석조삼세불좌상을 중심으로 좌우로 16나한상과 사자상, 천부상 및 인왕상이 배치되어 있으며(장안사 응진전 석조석가삼존십육나한상), 삼세불좌상 뒷면에는 1882년에 제작된 석가영산회상도가 봉안되어 있다.
장안사 응진전은 2010년 10월 현장 조사에서 발견된 상량묵서를 통해 1899년(대한광무 3, 己亥) 3월 18일 묘시에 입주(立柱)하고, 같은 달 19일 미시에 상량했음을 알게 되었다. 이에 따라 현 응진전 건물의 건립연대는 1899년으로 볼 수 있으며, 현존하는 주요 구조 부재 역시 당시의 것으로 판단된다.
정면의 처마는 장연 끝에 부연을 시설한 겹처마이고, 배면은 부연이 없는 간략한 홑처마로 되어 있는데, 정면에 부연을 두어 겹처마를 형성한 것은 건물의 정면성과 의장성을 강조하려는 의도가 반영된 것이다. 또한 공포는 조선 말기에 성행한 1출목 삼익공식으로 다포계를 비롯하여 주심포계, 익공계 건축수법이 절충되어 있으며, 특히 공포의 제공과 익공쇠서 연꽃장식 용두(또는 봉두)의 사용을 통해 전반적으로 장식적인 성향을 강하게 표출하고 있다.
이처럼 장안사 응진전은 겹처마를 통한 정면성의 부각 및 섬약한 익공쇠서와 화려하게 새긴 연꽃, 최상단의 용두와 봉두의 사실적인 조각에서 19세기말 부산 지역 사찰 부불전(副佛殿)의 건축특성을 잘 나타내고 있으며, 외1출목 삼익공식의 장식적인 공포형식 및 내부 수장 등에서 익공식 건축의 변천과정을 잘 보여준다는 점에서 학술적, 문화재적 가치가 있는 건물로 평가된다.

## 같이 보기
- 장안사

## 참고 자료
- 기장 장안사 응진전 - 국가유산청 국가유산포털
- 이 문서에는 문화재청에서 공공누리 제1유형으로 배포된 자료를 바탕으로 한 내용이 포함되어 있습니다.